# SS Olza
SS Olza – pierwszy pełnomorski drobnicowiec zbudowany w Stoczni Gdyńskiej po odzyskaniu przez Polskę niepodległości .

## Budowa
Projekt statku opracował (na podstawie angielskiej dokumentacji) mgr inż. Henryk Giełdzik. Maszynę parową miała dostarczyć Huta "Zgoda" w Świętochłowicach. Kształtowniki stalowe zamawiano w Anglii. Stępkę położono 28 sierpnia 1938, wodowanie przewidziane na wrzesień 1939 r. nie odbyło się z powodu wybuchu wojny. 8 września Polacy celowo dokonali wodowania blokującego pochylnię. Pierwotnie statek miał zostać zatopiony bezpośrednio po zwodowaniu, prawdopodobnie jednak zwyciężyła opinia, że pozostawienie go zablokowanego w czasie wodowania na pochylni będzie skuteczniejsze.
Zwodowany przez Niemców w maju 1941 roku jako "Westpreussen", z oryginalną maszyną (z Huty Zgoda w Świętochłowicach), po wojnie nie został zwrócony. W latach 80. akcję badania losów "Olzy" zorganizował program telewizyjny Latający Holender. Powojenne losy statku udało się ustalić dopiero w 2014, dzięki nowym rosyjskim publikacjom: w 1958 roku "Olza" została ukończona przez Sowietów (z nową maszyną) jako statek-baza kaliningradzkiej floty rybackiej "Inguł" (ИНГУЛ). W czerwcu 1970 statek został wycofany i prawdopodobnie skierowany na złom.

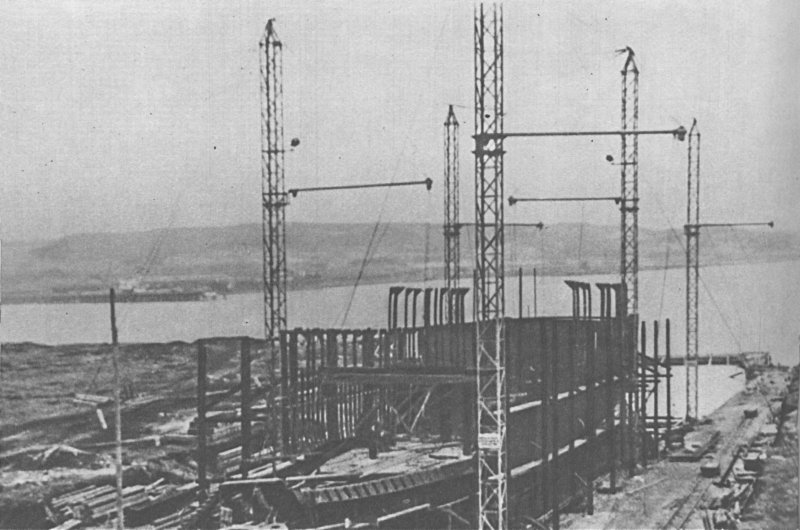
Na pochylni

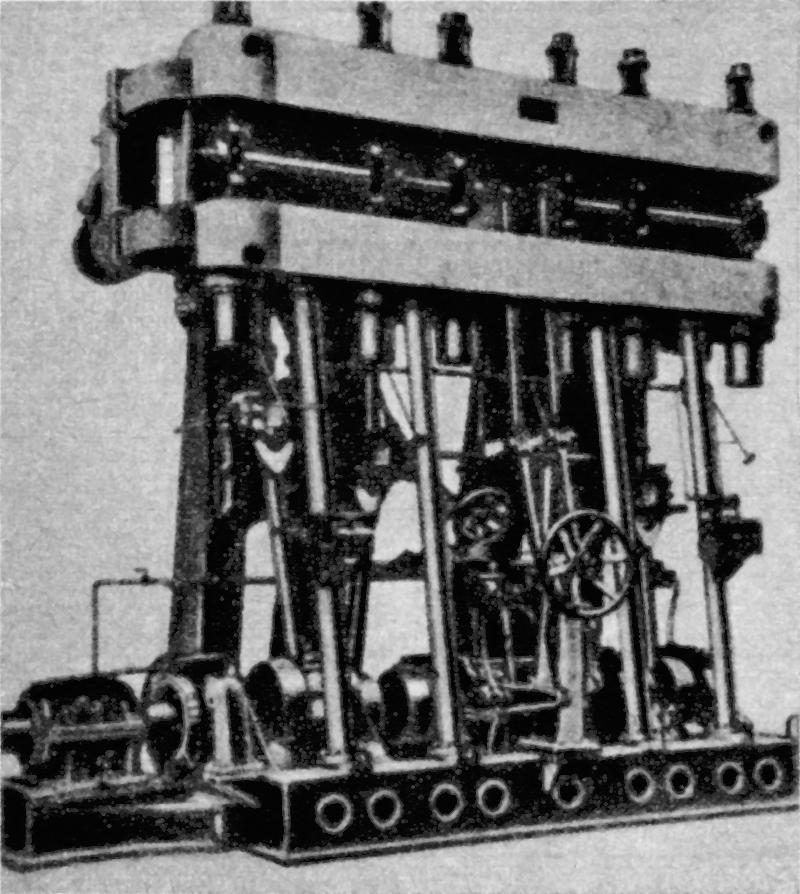
Maszyna parowa dla "Olzy"

## Plany i modele
- Kartonowa Flota nr. 07 z 9.05.2002 r.